# Jesús Álvarez Hurtado
Jesús Álvarez Hurtado (Tacna, 26 de agosto de 1981) es un exfutbolista y entrenador peruano. Jugaba de defensa y actualmente dirige a Bentín Tacna Heroica de la Copa Perú. Tiene 43 años.

## Trayectoria
Jesús Álvarez hizo su debut profesional en el 2005 jugando por el Coronel Bolognesi, con el club tacneño obtuvo el subcampeonato del fútbol peruano en el 2007. Jugó la Copa Sudamericana 2007. Álvarez logró su primer título nacional en el 2011, jugando por el Juan Aurich en una definición nacional ante el Alianza Lima. Al año siguiente, fichó por el Sporting Cristal y obtuvo el Campeonato Descentralizado 2012 bajo la dirección técnica de Roberto Mosquera.
A lo largo de su carrera, Álvarez ha marcado dos goles: el primero en el triunfo del Bolognesi por 1-3 sobre Alianza Atlético en 2006 y el segundo en el triunfo de Cristal 1-0 sobre Alianza Lima en 2013.

## Selección nacional
Ha sido internacional con la selección de fútbol del Perú en cuatro ocasiones y su último encuentro fue contra Chile en marzo del 2013. Debutó el 27 de mayo de 2012, frente a Nigeria.
| PJ | Fecha      | Ciudad     | Local   | Resultado | Visitante | Competición                | Goles | Asist. |
| -- | ---------- | ---------- | ------- | --------- | --------- | -------------------------- | ----- | ------ |
| 1. | 23-05-2012 | Lima       | Perú    | 1–0       | Nigeria   | Amistoso                   | 0     | 0      |
| 2. | 03-06-2012 | Lima       | Perú    | 0–1       | Colombia  | Eliminatorias Mundial 2014 | 0     | 0      |
| 3. | 10-06-2012 | Montevideo | Uruguay | 4–2       | Perú      | Eliminatorias Mundial 2014 | 0     | 0      |
| 4. | 22-03-2013 | Lima       | Perú    | 1–0       | Chile     | Eliminatorias Mundial 2014 | 0     | 0      |

## Clubes

### Como jugador
| Club                      | País | Año         |
| ------------------------- | ---- | ----------- |
| Mariscal Miller           | Perú | 2003        |
| Deportivo Enersur         | Perú | 2003-2004   |
| Coronel Bolognesi         | Perú | 2005        |
| Sport Ancash              | Perú | 2006        |
| Sporting Cristal          | Perú | 2007        |
| Coronel Bolognesi         | Perú | 2007-2008   |
| Juan Aurich               | Perú | 2008 - 2011 |
| Sporting Cristal          | Perú | 2012 - 2014 |
| Universidad César Vallejo | Perú | 2014 - 2015 |
| Unión Comercio            | Perú | 2016        |
| Sport Boys                | Perú | 2017        |

### Como entrenador
| Club                                         | País    | Año    |
| -------------------------------------------- | ------- | ------ |
| José Gálvez FBC                              | Perú    | 2018   |
| Sport Loreto                                 | Perú    | 2018   |
| Sport Boys                                   | Perú    | 2019   |
| José Gálvez FBC                              | Perú    | 2019   |
| Ciudad Nueva Santa Cruz FC (Liga de Ascenso) | Bolivia | 2022   |
| AFE Cosmos                                   | Perú    | 2023   |
| CS Episa                                     | Perú    | 2024   |
| Bentín Tacna Heroica                         | Perú    | 2024 - |

## Palmarés

### Campeonatos nacionales
| Título                    | Club             | País | Año  |
| ------------------------- | ---------------- | ---- | ---- |
| Primera División del Perú | Juan Aurich      | Perú | 2011 |
| Primera División del Perú | Sporting Cristal | Perú | 2012 |

### Torneos cortos
| Título          | Club              | País | Año  |
| --------------- | ----------------- | ---- | ---- |
| Torneo Clausura | Coronel Bolognesi | Perú | 2007 |

### Como entrenador
| Título    | Club                 | País | Año  |
| --------- | -------------------- | ---- | ---- |
| Copa Perú | Bentín Tacna Heroica | Perú | 2024 |